# Sistema nervoso entérico

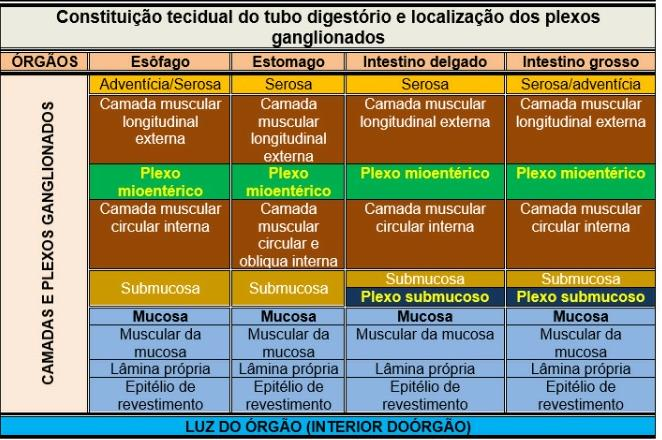

O Sistema Nervoso Entérico (SNE) é constituído por neurônios e células gliais comumente agrupadas e envolvidas por tecido conjuntivo propriamente dito, formando estruturas denominadas de gânglios entéricos que se conectam por meio de fibras nervosas. Essas estruturas estão localizados na parede do tubo gastrointestinal (segundo terço do esôfago, em todo o estômago, intestino grosso e delgado), além de estar presente no pâncreas e na vesícula biliar. Essa organização entre os gânglios as projeções de fibras nervosas formam plexos ganglionados ou não ganglionados (que são nada mais do que redes) interligando células gliais entéricas e neurônios, neurônios interganglionares (de gânglios diferentes e distantes entre si) ou as fibras, contendo axônios neurais, também podem inervar outras células ou tecidos do sistema digestório. A maioria das células nervosas presentes no SNE está localizada em dois plexos ganglionados: mioentérico e submucoso. 
O trato digestório é composto por um tubo oco com quatro camadas: mucosa, submucosa, muscular e serosa. A camada em contato com o lúmen intestinal (interior do órgão) é a mucosa, formada pelo epitélio da mucosa, lâmina própria e muscular da mucosa, sendo esta última a subcamada que separa a mucosa da camada seguinte, a submucosa. Na submucosa encontra-se o plexo nervoso submucoso. Logo em seguida está a camada muscular, na qual a subcamada mais interna apresenta orientação circular e a mais externa orientação longitudinal. Entre as duas camadas musculares está o plexo nervoso mioentérico. A camada mais externa do tubo digestório é a serosa. Na porção inicial do esôfago e final do intestino grosso está presente a camada adventícia.
Entre as diversas funções do SNE estão o controle da motilidade (peristaltismo), controle da secreção de ácido gástrico, regulação do movimento de fluidos através do epitélio, renovação do epitélio,  interação com os sistemas imune e endócrino dos intestinos, manutenção da barreira epitelial entre o lúmen e a parede do intestino, entre outros. 
Há aproximadamente 400 a 600 milhões de neurônios entéricos no corpo humano, ultrapassando o total encontrado no sistema nervoso simpático e no parassimpático juntos.  Nele estão presentes neurônios sensoriais, interneurônios e neurônios motores, sendo estes inibitórios (inibem a contração das camadas de músculo liso da parede do digestório) e excitatórios (ativam a contração das camadas de músculo liso da parede do digestório). 
No SNE, células nervosas intrínsecas (presentes na parede do trato gastrointestinal) se conectam a células nervosas extrínsecas (vindas do Sistema Nervoso Central (SNC) e formam uma rica ligação entre o SNE e o SNC, mantendo um fluxo de informações. Entretanto, em razão da sua complexidade e quantidade de células nervosas, o SNE é capaz de comandar funções do sistema digestório sem depender muito de comandos provenientes do SNC, conferindo ao SNE certa independência. 

## Histórico
No século XIX, os pesquisadores ingleses William Bayliss e Ernest Starling demonstraram que, aplicando pressão no lúmen do intestino de cães anestesiados, era possível observar contração oral e relaxamento anal, além de uma onda que eles chamaram de “lei do intestino”, hoje conhecida também como reflexo peristáltico. Mesmo danificando os nervos extrínsecos ao intestino o reflexo persistia, então os pesquisadores concluíram que ocorria atividade neuronal atuando de forma independente do SNC. 
Após 18 anos, Paul Trendelenburg, um pesquisador alemão, observou o reflexo peristáltico in vitro no intestino isolado de um porquinho-da-índia, sem comunicação com o SNC. Portanto, cortando a conexão do intestino com o SNC, a função do intestino permanece presente.
Em 1921, John Langley publicou seu livro “The Autonomic Nervous System”, onde descrevia o sistema nervoso autônomo como dividido em três partes: simpático, parassimpático e entérico. A inclusão do SNE deve-se à suspeita de Langley de que o intestino teria sua própria inervação separada.

## Origem embrionária e relação com SNC
Os neurônios entéricos e as células gliais entéricas são derivados de duas regiões da crista neural. Foi observado, em embriões de aves, que as células que migram para o tubo digestório durante o desenvolvimento embrionário são provenientes da região vagal (somitos 1 ao 7) e sacral (região caudal ao somito 28). As células que derivam da região sacral originam neurônios e células gliais entéricas, porém, só é possível que ocorra a diferenciação após a colonização da porção pós-umbilical do trato digestório pelas células derivadas da região vagal da crista neural. Os neurônios que formam o sistema nervoso simpático e o parassimpático também possuem sua origem na crista neural.
O microcircuito de funcionamento do SNE é composto por neurônios sensoriais, interneurônios e neurônios motores conectados sinapticamente de forma que o impulso seja transmitido na ordem mencionada e em seguida para sistemas efetores. Entre o SNE e o SNC ocorre comunicação bidirecional.

## Estrutura
O SNE está presente na parede do trato gastrointestinal, estendendo-se do segundo terço do esôfago até o esfíncter anal interno. É formado por plexos de neurônios, seus axônios e células gliais entéricas. Dois plexos ganglionados estão presentes no SNE: mioentérico e submucoso.
O plexo mioentérico, também conhecido como plexo de Auerbach, fica localizado entre a camada muscular longitudinal externa e a camada muscular circular interna do intestino. Forma uma rede circular contínua ao longo de todo o trato gastrointestinal. É composto por gânglios que se ligam por feixes de fibras nervosas. Foram descritos três componentes do plexo mioentérico: plexo primário, plexo secundário e plexo terciário. Os gânglios e os feixes de fibras nervosas que os ligam formam o plexo primários. Fibras mais finas que passam por cima de gânglios ao invés de os adentrarem formam o plexo secundário. Estas são paralelas aos feixes musculares da camada circular, localizadas entre a camada mencionada e o plexo primário. O plexo terciário é composto por feixes nervosos mais finos que ocupam os espaços entre a malha formada pelo plexo primário.
O plexo submucoso, também conhecido como plexo de Meissner, é um plexo ganglionado assim como o mioentérico, porém só há formação desse plexo no intestino delgado e no grosso. Geralmente os feixes nervosos presentes neste plexo são mais finos e os gânglios menores. Em animais maiores, incluindo o humano, é possível identificar dois ou três plexos em diferentes profundidades. A camada mais interna é mais próxima do lúmen intestinal, enquanto a mais externa é mais próxima da camada muscular circular. Entre os neurônios presentes nestas camadas estão os que inervam as camadas musculares e os que inervam a mucosa. Em animais menores encontra-se uma única camada que se assemelha à mais interna em animais maiores.
Espacialmente, os plexos mioentérico e submucoso são separados. Porém, a conexão entre os dois torna-os uma unidade integradora. 

## Constituintes
O SNE é composto por neurônios e células gliais entéricas, principalmente.
Os neurônios aferentes primários intrínsecos (IPANs, sigla em inglês) são neurônios sensoriais presentes no intestino. São os primeiros neurônios reflexos intrínsecos responsáveis pela transdução de estímulos fisiológicos, como movimento dos vilos, contração do músculo intestinal e mudanças químicas nos conteúdos do lúmen do trato gastrointestinal, dessa forma, possuem influência nos padrões de motilidade, secreção de fluidos pelo epitélio da mucosa e fluxo de sangue local.
Interneurônios podem ser classificados como ascendentes (direção oral) ou descendentes (direção anal). Os neurônios ascendentes são colinérgicos e formam conexões que se estendem pelo trato gastrointestinal, assim como os descendentes. São responsáveis pelos reflexos propulsores do trato gastrointestinal.
Três tipos de interneurônios descendentes foram descritos. As siglas em seus códigos químicos se referem a: ChAT: acetilcolinatransferase; 5-HT: serotonina; SOM: somatostatina; nNOS: possuem a enzima óxido nítrico sintase neuronal; VIP: peptídeo intestinal vasoativo. Os interneurônios ChAT/NOS/VIP estão envolvidos com reflexos da motilidade local, os ChAT/SOM com a condução de complexos mioelétricos migratórios no intestino delgado e ChAT/5-HT com reflexos secretomotores.
Em termos de função, existem 5 tipos de neurônios motores intrínsecos no SNE: neurônios excitatórios do músculo da parede do trato gastrointestinal, neurônios inibitórios do músculo da parede do trato gastrointestinal, neurônios secretomotores/vasodilatadores, neurônios secretomotores que não são vasodilatadores e neurônios que inervam células enteroendócrinas.
A acetilcolina é o transmissor primário dos neurônios excitatórios do músculo. Os neurônios inibitórios do músculo liberam óxido nítrico, além de também ser possível encontrar liberação de ATP (adenosina trifosfato) e VIP, por exemplo.
As células gliais entéricas se parecem morfologicamente com os astrócitos do SNC. Atuam no suporte dos neurônios entéricos, além de apresentarem importante papel na manutenção da homeostase intestinal. Possuem função neuroprotetora ao proteger os neurônios entéricos de danos teciduais. Expressam marcadores como S100 e GFAP (proteína acídica fibrilar glial), que pode ter sua expressão alterada em situações como inflamação.

## O segundo cérebro e controle do trato gastrointestinal
Devido à quantidade de neurônios e células gliais (constituíntes do SNE) presentes entre as camadas da parede do tubo digestório, similaridades estruturais e complexidade da unidade funcional e a autonomia funcional desse  sistema em relação ao controle central do sistema nervoso, o SNE é conhecido como segundo cérebro. É um mecanismo bastante efetivo de deslocar o controle visceral do SNC para o SNE.  O SNE é o único grupamento substancial de células nervosas fora do SNC que forma circuitos capazes de realizar reflexos autônomos. Apesar de sua autonomia eficiente, o SNE mantém conexões com o SNC que garantem conservação da homeostase intestinal por meio da regulação de mecanismos como a ativação imunológica, permeabilidade intestinal, reflexo entérico e sinalização enteroendócrina. 
Os sistemas efetores do trato gastrointestinal são a musculatura, epitélio secretor da mucosa e vascularização sanguínea e linfática. O SNE controla a atividade de cada sistema efetor por meio de sinais excitatórios ou inibitórios, atingindo cada sistema individualmente. 

## Inervação extrínseca e eixo cérebro-intestino
O nervo vago, representante parassimpático da inervação extrínseca, inerva o trato gastrointestinal, sendo que aproximadamente 90% de suas fibras nervosas são aferentes, transmitindo informação sensorial ao cérebro, enquanto 10% de suas fibras são eferentes, levando impulsos ao trato gastrointestinal.  O circuito parassimpático conta com os nervos vago e pélvico, com axônios saindo das regiões cervical e sacral da medula espinal em direção ao trato gastrointestinal. 
Há um fluxo contínuo de mensagens sendo transmitidas entre o trato gastrointestinal e o cérebro, intermediado pelo nervo vago. Porém, a quantidade de mensagens vindas do trato gastrointestinal é muito maior do que as vindas do cérebro. Algumas formas utilizadas para avisar o cérebro sobre danos, náusea, saciedade, dor abdominal, necessidade de vomitar, entre outros. O cérebro normalmente responde de forma adequada aos sinais de dano, entretanto, quando necessário, o SNE pode assumir o comando da situação.
O canal de comunicação bidirecional conhecido como eixo cérebro-intestino é bem estudado em sintomas gastrointestinais relacionados a estresse, ansiedade, depressão, assim como patologias que afetam cérebro, intestino e sua conexão pelo sistema nervoso autônomo. Entre essas patologias estão a doença de Parkinson, na qual sintomas neurológicos podem aparecer consequentemente a patologias gastrointestinais primárias. Síndromes de má absorção ou sintomas gastrointestinais comuns que refletem disfunções em algum lugar ao longo do eixo cérebro-intestino, como a síndrome do intestino irritável, são outros exemplos de patologias observadas na conexão cérebro-intestino. 
Pesquisas mais recentes têm incluído a microbiota intestinal como fator importante no eixo cérebro-intestino. Evidências sugerem que os microrganismos que residem no trato gastrointestinal podem influenciar tanto no SNE quanto no SNC. Além disso, têm-se estudado o potencial da microbiota como diagnóstico e alvo terapêutico em condições como a doença de Parkinson, Alzheimer, autismo, depressão, derrame, esclerose lateral amiotrófica, entre outras.